# エマーリオン・ボイド
エマーリオン・ケンズウス・ボイド（Emaarion Kenzyus Boyd, 2003年8月22日 - ）は、アメリカ合衆国ミシシッピ州ベーツビル出身の野球選手（外野手）。MLBのフィラデルフィア・フィリーズ傘下所属。右投右打。